# Bonnée
 Bonnée  es una población y comuna francesa, situada en la región de Centro, departamento de Loiret, en el distrito de Orléans y cantón de Ouzouer-sur-Loire.

## Demografía
| 523 | 570 | 590 | 651 | 638 | 658 | 672 |
| Para los censos de 1962 a 1999 la población legal corresponde a la población sin duplicidades (Fuente: INSEE [Consultar]) |     |     |     |     |     |     |